# تاب‌آوری بوم‌شناختی

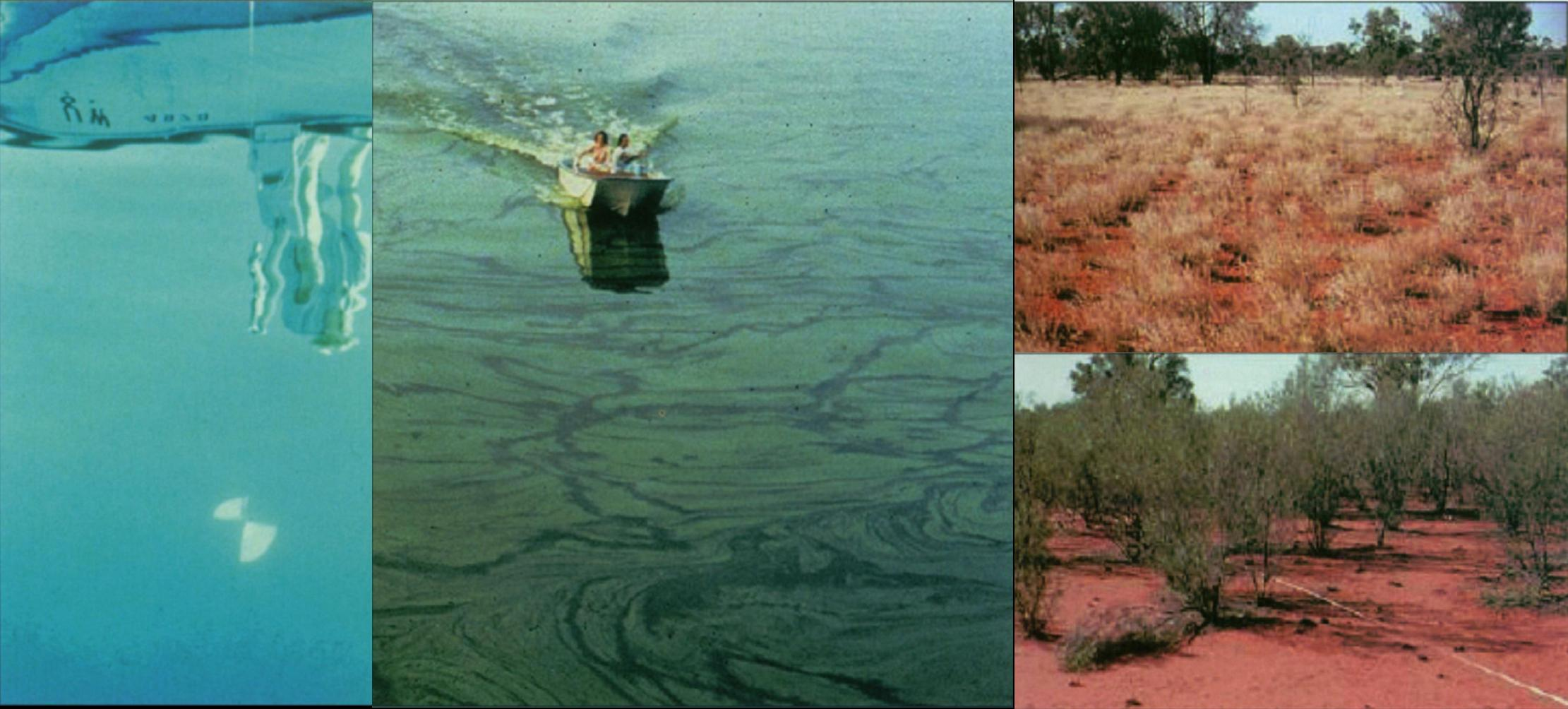
بوم‌سازگان مولگا با مراحل پایدار جایگزین

در بوم‌شناسی،، تاب‌آوری بوم‌شناختی (به انگلیسی: Ecological resilience) ظرفیت یک اکوسیستم برای پاسخ به یک آشفتگی با مقاومت در برابر آسیب و بهبود سریع است. چنین آشفتگی‌ها و آسیب‌هایی می‌تواند شامل رویدادهای تصادفی مانند آتش‌سوزی، سیل، طوفان باد، طغیان جمعیت حشرات، و فعالیت‌های انسانی مانند جنگل‌زدایی، شکافتن زمین برای استخراج نفت، سم‌پاشی در خاک و معرفی گونه‌های گیاهی یا جانوری بیگانه و غیربومی باشد. آشفتگی‌ها با بزرگی یا مدت زمان کافی می‌تواند عمیقاً یک بوم‌سازگان را تحت تأثیر قرار دهد و ممکن است یک اکوسیستم را مجبور کند به آستانه‌ای برسد که فراتر از آن رژیم متفاوتی از فرایندها و ساختارها چیرگی دارد. هنگامی که چنین آستانه‌هایی با یک نقطه بحرانی یا انشعاب همراه است، این تغییرات رژیم ممکن است به عنوان انتقال بحرانی نیز شناخته شوند.